# Faculté d'ingénierie et management de la santé de Lille
Le département d'ingénierie et management de la santé, précédemment « Institut lillois d'ingénierie de la santé » (abrégé en ILIS), est une unité de formation et de recherche de l'université de Lille. Il forme jusqu'au bac+5 (master) des professionnels de santé non soignants, polyvalents et adaptés à l'économie d'entreprise, aux nouvelles technologies et au monde hospitalier. Il est situé sur le campus santé du CHU de Lille entre les communes de Loos et Lille, aux côtés de la faculté de médecine de Lille, et au sein du parc d'activité Eurasanté. Il fait partie de l'UFR3S : Sciences de la Santé et du Sport.

## Historique
En 1992 est fondé l' « Institut lillois d'ingénierie de la santé » (ILIS), un institut universitaire professionnalisé (IUP). En 2009, l'ILIS devient une unité de formation et de recherche (UFR) de l'université de Lille sous la dénomination « faculté d'ingénierie et management de la santé (ILIS) ».
- 1992 : fondation de l'IUP ILIS.
- 1995 : première promotion.
- Août 2002 : déménagement des locaux aux côtés du pôle formation de la faculté de médecine de Lille.
- 2009 : agrandissement des locaux[2].
- 2009 : l'ILIS devient un UFR.

## Formation
L’ILIS forme parallèlement ses étudiants à l'ingénierie de la santé : sciences du vivant, sciences formelles, management, et santé publique, dans le but d'en faire des professionnels adaptés aux domaines de la santé, de l’environnement, de la qualité, du médico-social, de l'industrie ou de l'agroalimentaire.
Les diplômes de l'ILIS sont délivrés par l'université de Lille (DU, DEUST, licences, licences professionnelles, et masters). L'offre de formation est reconnue par le label IDEFI (Initiative d'excellence en formations innovantes).
La plupart des diplômes de l’ILIS sont également accessibles aux professionnels par le biais de la formation continue. Ces formations bénéficient d’horaires adaptés et d’un système de VAE/VAP qui permet la valorisation des compétences.
L'UFR possède également des partenariats et des doubles diplômes avec des universités étrangères (Royaume-Uni, Allemagne, Autriche, Espagne).
Sur cinq années d'études, les étudiants cumulent au minimum seize mois de stage à temps plein.

## Encadrants
Le vice-doyen de la faculté est le Dr Valentine Baert.
L'équipe pédagogique est composée de vingt-et-un enseignants-chercheurs, professeurs des universités et maîtres de conférences affectés à l'ILIS, de professeurs certifiés, agrégés, chercheurs et doctorants (Inserm, CHU de Lille, langues, etc.), de professeurs associés (départements de médecine et de pharmacie de Lille), et de près de 300 intervenants professionnels des entreprises et hôpitaux.

## Recherche
À la suite de la transformation de l'IUP en UFR en 2009, des équipes de recherche se mettent progressivement en place et commencent à réaliser des publications scientifiques concernant les domaines de l'écotoxicologie ainsi que de la santé publique. Par ailleurs, dès 2011, l'excellence scientifique des enseignants-chercheurs rattachés à l'ILIS a été reconnue avec l'octroi au Dr Guinhouya de la prime d'excellence scientifique pour ses travaux sur l'activité physique et l'obésité infantile. 
Plusieurs projets de recherche sont menés en partenariat avec des entreprises du secteur de la santé (notamment d'Eurasanté avec le pôle de compétitivité nutrition-santé-longévité).